# Alabama 3
Gli Alabama 3 sono un gruppo musicale britannico le cui produzioni spaziano tra vari generi, dall'alternative pop rock alla musica elettronica.
A metà degli anni novanta Larry (Robert Spragg) incontrò D. Wayne Love (Jake Black) a un rave party: scoprirono allora di avere gli stessi gusti musicali e decisero di organizzare una band.
Il nome del gruppo deriva da un fatto di cronaca risalente agli anni '30: negli Stati Uniti del Sud due uomini di colore (gli Alabama 2) furono vittime della giustizia sommaria della polizia (bianca). Essendo già esistente un gruppo dal nome Alabama 2, Larry e D. Wayne optarono per il nome Alabama 3.
Il gruppo si formò nel 1996 e ha debuttato discograficamente l'anno successivo con l'album Exile on Coldharbour Lane, uscito per l'etichetta discografica One Little Independent. I successivi album sono stati pubblicati da altre diverse etichette come Geffen, MCA, Columbia, SME e Hostage Records.
Nel 2002 hanno partecipato al Festivalbar, in Italia, con il brano Mansion on the Hill. Molte canzoni del gruppo sono state utilizzate come colonne sonore per diverse opere.
Tra le loro canzoni più note, Woke Up This Morning (1997), utilizzata come canzone della sigla della serie televisiva I Soprano (The Sopranos) (1999-2007), Hello... I'm Johnny Cash, How Can I Protect You e Gospel Train (2005).

## Formazione
- Jake Black (voce)
- Rob Spragg (voce)
- Simon (The Dude) Edwards (percussioni)
- Orlando Harrison (tastiere, voce)
- Mark Sams (chitarra, basso)
- Zoe Devlin (voce)
- Mountain of Love (programmazione, tastiere, armonica)
- Jonny Delafons (batteria, percussioni)
- Steve Finnerty (produzione, chitarra, voce)

## Discografia

### Album
- 1997 - Exile on Coldharbour Lane
- 2000 - La Peste
- 2002 - Power in the Blood
- 2003 - Last Train to Mashville, Volume 2
- 2005 - Outlaw
- 2007 - M.O.R.
- 2010 - Revolver Soul
- 2011 - There Will Be Peace in the Valley... When We Get the Keys to the Mansion on the Hill
- 2011 - Shoplifting 4 Jesus
- 2013 - The Men From W.O.M.B.L.E.
- 2014 - The Wimmin From W.O.M.B.L.E. Vol.2
- 2016 - Blues
- 2021 - Step 13

#### Raccolte
- 2008 - Hits and Exit Wounds

### Singoli
- 1996 - Ain't Going to Goa
- 1997 - Woke Up This Morning
- 1997 - Speed of the Sound of Loneliness
- 1998 - Converted
- 2001 - Mansion on the Hill
- 2001 - Wade into the Water
- 2003 - Reachin
- 2005 - Hello... I'm Johnny Cash
- 2005 - How Can I Protect You
- 2005 - Gospel Train
- 2007 - Lockdown
- 2008 - Middle of the Road
- 2009 - Jaqueline
- 2010 - Vietnamistan